# غطاس كبير (جنس)
الغطاس الكبير (الإسم العلمي:Megadyptes)، هو جنس من الطيور يتبع فصيلة البطاريق ضمن رتبة البطاريق. ويحتوي على نوعين، وهما بطريق أصفر العينين وبطريق ويتاها (وهو نوع منقرض سُمي بهذا الاسم نسبةً إلى ويتاها إحدى المناطق الأزلية لنيوزلندا).